# Mevania angustifascia
Mevania angustifascia är en fjärilsart som beskrevs av M.Gaede 1926. Mevania angustifascia ingår i släktet Mevania och familjen björnspinnare. Inga underarter finns listade i Catalogue of Life.